# Municipio de San Jacinto
El Municipio de San Jacinto es uno de los municipios del departamento de Canelones, Uruguay. Tiene como sede la ciudad homónima.

## Ubicación
El municipio se encuentra localizado en la zona centro-oeste del departamento de Canelones. Limita al norte con el municipio de Tala, al noreste y este con el de Migues, al sur con los municipios de Atlántida y Empalme Olmos, y al oeste con los municipios de San Bautista, Santa Rosa y Sauce.

## Características
El municipio fue creado por ley 18.653 del 15 de marzo de 2010, y forma parte del departamento de Canelones. Su territorio comprende al distrito electoral CHA de ese departamento. 
Se trata de una zona cuyas principales actividades económicas son la agropecuaria y la agroindustrial.
Según el censo de 2023, el municipio cuenta con una población de 8 318 habitantes.
Su superficie es de 277 km².
Forman parte del municipio las siguientes localidades:
- San Jacinto
- Estación Tapia
- Estación Pedrera
- Barra de Pedrera

## Autoridades
Las autoridades del municipio son el alcalde y cuatro concejales.
| Nº | Alcalde          | Partido             | Inicio del mandato      | Fin del mandato         | Observaciones     | Concejales                                                                             |
| -- | ---------------- | ------------------- | ----------------------- | ----------------------- | ----------------- | -------------------------------------------------------------------------------------- |
| 1  | Raúl Detomasi    |                     | 2010                    | julio de 2015           | Alcalde elegido   |                                                                                        |
| 2  | Cristian Ferraro | Partido Nacional PN | julio de 2015           | 26 de noviembre de 2020 | Alcalde elegido   | Allison Rosas (PN) Fabio Ventura (PN) Fernando Andrade (FA) Pilar De Amores (FA)       |
| 3  | Cristian Ferraro | Partido Nacional PN | 27 de noviembre de 2020 | 2025                    | Alcalde reelegido | María del Pilar Amores (FA) Yanina Curbelo (PN) Ruben García (PN) Nicolás Cabrera (PN) |